# Gert Jonke
Gert Jonke (Klagenfurt, 8 février 1946 - Vienne, 4 janvier 2009) est un écrivain autrichien. Son œuvre comprend des poèmes, des romans et des pièces de théâtre. Elle est marquée par une atmosphère souvent fantastique, une permanente création linguistique et de nombreuses références à la musique. Jonke a reçu de nombreux prix littéraires.

## Biographie
Gert Jonke naît à Klagenfurt, une petite ville de Carinthie qui a vu naître également Robert Musil et Ingeborg Bachmann. Après des études au lycée et au conservatoire de Klagenfurt, Jonke entre à l'Université de Vienne à la faculté de Cinéma et Télévision. Il se lie avec le cercle des écrivains de Graz, un haut-lieu de l'avant-garde littéraire autrichienne de l'époque. Il fréquente également l'entourage du couple Lampersberg dans le village de Maria Saal, côtoyant notamment Peter Handke et Thomas Bernhard. En 1969 il publie un premier roman d'inspiration parodique, Geometrischer Heimatroman (Roman géométrique de terroir), qui rencontre un certain succès. Il y moque la fièvre bureaucratique à travers la description d'un village obsédé par les règles et les lois. Le livre a fait l'objet d'une recension élogieuse de Peter Handke dans Der Spiegel.
De 1971 à 1976, Jonke s'installe à Berlin Ouest, puis voyage à Londres (où il rencontre Elias Canetti), au Moyen-Orient et en Amérique du Sud. Il s'installe à Vienne en 1978, où il exerce comme professeur à l'Académie de Poésie, tout en continuant ses activités littéraires. Il a également écrit pour la radio et la télévision. Gert Jonke est décédé à Vienne d'un cancer à l'âge de 62 ans.